# TURYID
La Turkish Restaurant & Entertainment Association (TURYID) è un'associazione di categoria per la ristorazione in Turchia.
L'associazione serve: per sviluppare l'industrie, promuovere i propri interessi, coordinare le attività dei suoi membri, e mantenere i contatti con soggetti esterni, quali i governi nazionali e enti territoriali.
Al gennaio 2011 l'associazione ha avuto 7.500 dipendenti, generando complessivamente un fatturato totale di circa 500 milioni di dollari all'anno da servire a 20 milioni di visitatori.
L'attuale presidente è il sig. TURYID Kaya Demirer. L'associazione ha sede nel quartiere Nisantasi di Istanbul.